# إبحار ماجلان

رحلة إلكانو-ماجلان حول الأرض. سفينة فكتوريا، إحدى السفن الخمس، دارت حول الأرض وأنهت الرحلة في ثلاث سنوات.

في عام 1519، قاد المستكشف البرتغالي فرناندو ماجلان برفقة القبطان سجارد رحلة إسبانية بواسطة أسطول معروف باسم «أرمادا الملوك» للوصول إلى جزر الملوك أو جزر التوابل، أدى ذلك إلى الطواف الأول حول العالم عام 1522. إثر موت ماجلان في الفلبين عام 1521، قاد الملاح الإسباني خوان سباستيان إلكانو رحلة العودة إلى إسبانيا. لهذا السبب تُدعى هذه الرحلة أيضًا باسم رحلة ماجلان – إلكانو حول الأرض.
كان الهدف من هذه الرحلة هو إيجاد الطريق الغربي للوصول إلى جزر الملوك (جزر التوابل) وتجارة التوابل. غادر ماجلان إسبانيا في العشرين من سبتمبر عام 1519 مبحرًا عبر المحيط الأطلسي، واكتشف المضيق الذي أصبح معروفًا باسمه، ما سمح له بالعبور من الذروة الجنوبية لأمريكا الجنوبية وصولًا إلى المحيط الهادئ (وهو الذي أطلق عليه هذا الاسم). أدى هذا الأسطول أولى عمليات عبور المحيط الهادئ، متوقفًا في المكان المعروف حاليًا باسم الفلبين، وصولًا في النهاية إلى جزر الملوك محققًا بذلك هدفه. عاد الطاقم بخسائر كبيرة في الأرواح إلى إسبانيا في السادس من سبتمبر عام 1522.
تكون الطاقم بداية من نحو 270 رجل على متن خمس سفن: أربع سفن قرقور وسفينة كارافيل. واجهت الرحلة صعوبات كبيرة من بينها العصيان والمجاعة والإسقربوط والعواصف والمواجهات العنيفة مع السكان الأصليين. قُتل ماجلان في معركة في جزر الفلبين، وخلفه كقبطان قائد مجموعة من القادة البحريين، منهم خوان سباستيان إلكانو الذي قاد الرحلة المتوجهة إلى إسبانيا. عاد إلكانو برفقة سبعة عشر رجل على متن سفينة واحدة (سفينة فكتوريا) هم الوحيدون الذين تمكنوا من إتمام الرحلة حول الأرض.
تلقت الرحلة تمويلها بشكل أساسي من الملك الإسباني كارلوس الأول (شارلكان إمبراطور الإمبراطورية الرومانية المقدسة)، وذلك على أمل اكتشاف طريق غربي مربح إلى جزر الملوك لأن الطريق الشرقي كان تحت سيطرة البرتغاليين إثر معاهدة توردسيلاس. على الرغم من نجاح الرحلة في إيجاد طريق، كان هذا الطريق أطول بكثير وأكثر مشقة من المتوقع، لذلك لم يكن فعالًا من الناحية الاقتصادية. على أية حال، نظر الجميع إلى أولى الرحلات حول العالم باعتبارها إنجازًا عظيمًا في مجال الملاحة البحرية، وأثرت بشكل كبير على فهم الأوروبيين للعالم.

## خلفية تاريخية

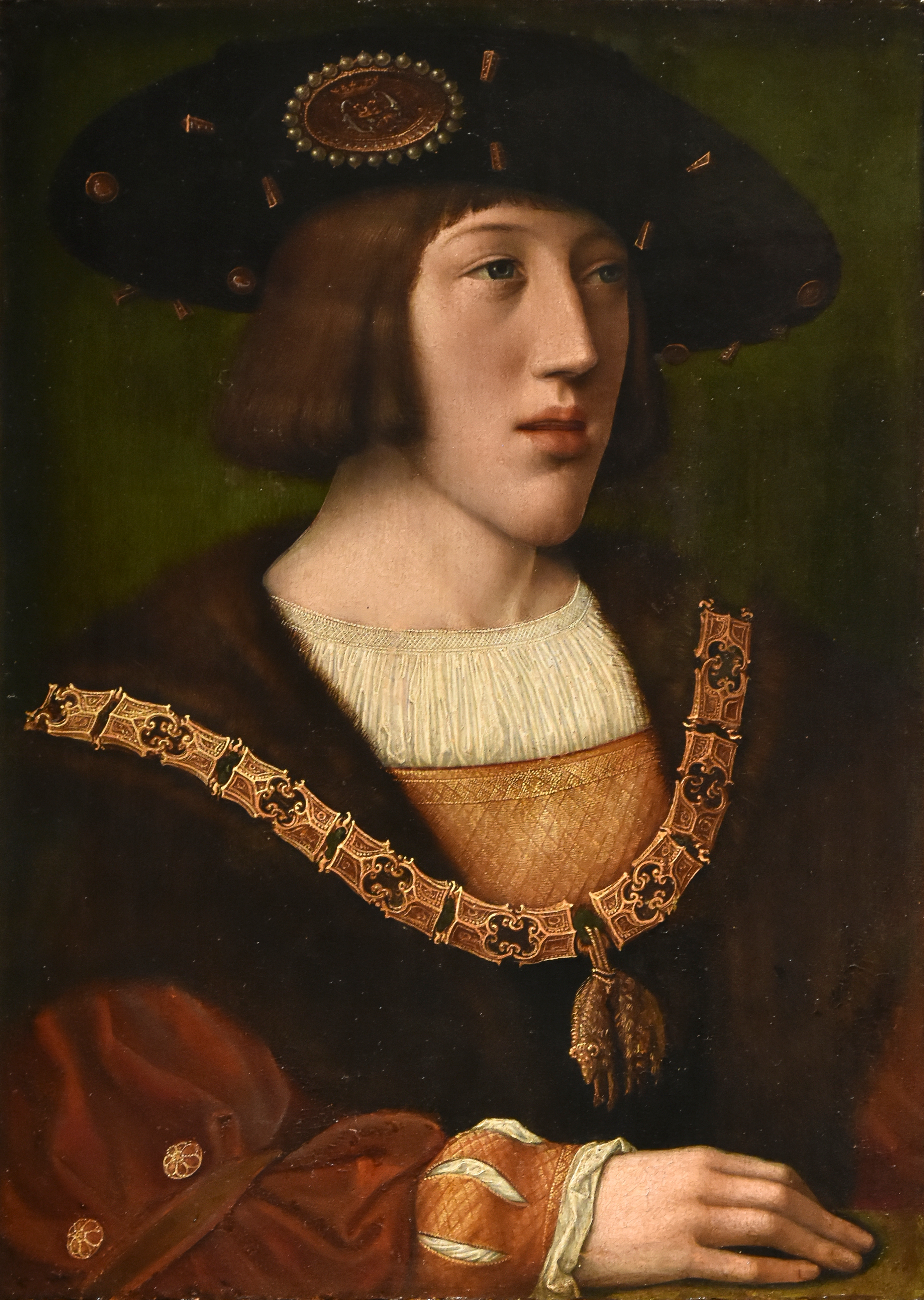
كان كارلوس ملك إسبانيا في عمر الثامنة عشرة عندما وافق على تمويل رحلة ماجلان لجزر التوابل في 1518.

هدفت رحلات كريستوفر كولومبوس إلى الغرب (1492 – 1503) إلى الوصول إلى شرق الهند وتأسيس علاقات تجارية مباشرة بين الإسبان والممالك الآسيوية. أدرك الإسبان بعد فترة وجيزة أن الأراضي الأمريكية التي وصلوا إليها لم تكن جزءًا من آسيا، إنما هي قارة جديدة. منحت معاهدة توردسيلاس عام 1494 البرتغال حقوق السيطرة على الطرق الشرقية التي دارت حول أفريقيا، ليصل فاسكو دا غاما والبرتغاليون إلى الهند عام 1498.
نظرًا للأهمية الاقتصادية لتجارة التوابل، احتاجت مملكة قشتالة (إسبانيا) إلى العثور على طريق تجاري جديد إلى آسيا. بعد انعقاد مجلس تورو العسكري عام 1505، أرسل التاج الملكي الإسباني بعثات لاستكشاف الطريق إلى الغرب. وصل المستكشف الإسباني فاسكو نونييث دي بالبوا إلى المحيط الهادئ عام 1513 بعد عبور برزخ بنما، وقُتل خوان دياز دي سوليس بالقرب من نهر ريو دي لا بلاتا عام 1516 أثناء استكشافه أمريكا الجنوبية خدمةً لإسبانيا.
كان فرناندو ماجلان بحارًا برتغاليًا ذا خبرة عسكرية سابقة في الهند وملقا والمغرب. كان فرنسيسكو سيراو صديق ماجلان -وقريبًا محتملًا له- فردًا مشاركًا في الرحلة البحرية الأولى التي غادرت ملقا عام 1511 متوجهة إلى جزر الملوك. وصل سيراو إلى جزر الملوك، ثم قرر المكوث في جزيرة تيرنات واتخاذ زوجة هناك. أرسل سيراو إلى ماجلان من تيرنات مادحًا جمال وغنى جزر التوابل. من المرجح أن هذه الرسائل شجعت ماجلان على التخطيط لرحلة إلى الجزر، وقد عُرضت لاحقًا على المسؤولين الإسبان بهدف إقناعهم برعاية وتمويل الرحلة.
يعتقد المؤرخون أن ماجلان التمس بدءًا من عام 1514 وبشكل متكرر من ملك البرتغال مانويل الأول تمويل الرحلة البحرية إلى جزر الملوك، على الرغم من أن السجلات غير واضحة. من المعروف أن مانويل رفض طلبات ماجلان المتكررة بزيادة رمزية في أجرته، وبالتالي في أواخر عام 1515 وبداية 1516، وافق مانويل على طلب ماجلان بالسماح له بالعمل لدى شخص آخر. خلال هذه الفترة، تعرف ماجلان إلى عالم الفلك روي فاليرو، وهو فرد برتغالي آخر في البلاط يكن ضغينة تجاه مانويل. تصرف الرجلان كشريكين يخططان لرحلة إلى جزر الملوك لطرحها على ملك إسبانيا. انتقل ماجلان إلى إشبيلية في إسبانيا عام 1517، وتبعه فاليرو بعد شهرين.
لدى وصوله إلى إشبيلية، تواصل ماجلان مع خوان دي أراندا، العميل في بيت تجارة الهند الشرقية. بعد وصول شريكه روي فاليرو، وبدعم من أراندا قدما عرضهما للملك الإسباني كارلوس الأول (الذي أصبح فيما بعد إمبراطور الإمبراطورية الرومانية المقدسة شارلكان). كان من الممكن لمشروع ماجلان -في حال نجاحه- تحقيق خطة كولومبوس بإنشاء طريق للتوابل من خلال الإبحار غربًا دون الإخلال بالعلاقات مع البرتغاليين. كانت هذه الخطة منسجمة مع أفكار ذلك الوقت ونوقشت مطولًا بعد اكتشاف بالبوا للمحيط الهادئ. في الثاني والعشرين من مارس عام 1518، نصب الملك كلًا من ماجلان وفاليرو قبطانين ليتمكنا من السفر بحثًا عن جزر التوابل في يوليو. منحهما الملك أيضًا ترقية إلى لقب قائد في فرسان سانتياغو، وقدم لهما إضافة إلى ذلك:
- حق احتكار الطريق المكتشف لمدة عشر سنوات.
- تعيينهما حاكمين على الأراضي والجزر المكتشفة، ومنحهما نسبة 5% من المكاسب الإجمالية الناتجة عنها.
- خمس أرباح الرحلة.
- حق فرض ضريبة بقيمة 1,000 دوكات على الرحلات القادمة، ودفع 5% من الباقي فقط.
- منح جزيرة لكل منهما، باستثناء الجزء الستة الأغنى، والتي سوف يحصلان منها على نسبة 1 من 15.

أتى معظم تمويل الرحلة من التاج الملكي الإسباني، والذي زود القبطانين بسفن تحمل مؤنًا تكفي لعامين من الرحلات. على الرغم من أن شارلكان كان من المفترض أن يدفع عن الأسطول لكنه كان واقعًا في ديون كثيرة، لذلك توجه إلى عائلة فوغر. من خلال الكاهن خوان رودريغيز، تمكن التاج الملكي من إشراك التاجر كريستوفر دي هارو، والذي أمن ربع التمويل والبضائع من أجل المقايضة.
شارك راسما الخرائط خورخي رينيل وديوغو ريبيرو، وهو برتغالي بدأ بالعمل لدى الملك كارلوس عام 1518 كراسم خرائط لدى بيت تجارة الهند الشرقية، شارك في تطوير الخرائط المستخدمة في السفر. ظهرت عدة مشاكل أثناء التحضير للرحلة، من ضمنها نقص الأموال ومحاولة ملك البرتغال منعهم من ذلك، إضافة إلى الشكوك التي راودت الإسبان تجاه ماجلان وبقية البرتغاليين، وطبع فاليرو الصعب. في النهاية، وبسبب إصرار ماجلان وعزيمته، كانت مستلزمات الرحلة جاهزة.